# Palaeoloxodon naumanni
Elephas (Palaeoloxodon) naumanni es una especie extinta perteneciente al género Elephas que vivió en Asia oriental a finales del Pleistoceno hace cerca de 350.000 a 20.000 años. Es nombrado en honor de Heinrich Edmund Naumann quien descubrió los primeros fósiles en Yokosuka, Kanagawa, Japón.

## Descripción
Elephas naumanni está cercanamente relacionado con el actual elefante asiático, Elephas maximus. De manera similar a los mamuts, E. naumanni tenía una capa de grasa subcutánea y pelo largo como una adaptación a un ambiente frío. Esta especie tenía un par de largos colmillos retorcidos y una protuberancia sobre la cabeza. Estos colmillos crecían hasta más de 2.4 metros de largo y 20 centímetros de diámetro. Era un poco más pequeño que los elefantes asiáticos modernos promediando entre 2.5 a 3 metros de alto. Vivía en bosques en los cuales se mezclaban coníferas subárticas y árboles caducos de clima frío. El ancestro de Elephas naumanni migró del continente euroasiático al Japón a través de un puente terrestre; más tarde evolucionó independientemente después de que dicho puente terrestre fuera cubierto por el mar y se expandiera a través de Japón. Elephas naumanni fue cazado por los pobladores de aquella época. Algunos fósiles fueron hallados alrededor del lago Nojiri (Nagano, Japón) junto con varias herramientas de piedra y hueso.

## Descubrimiento y nomenclatura
En 1860, el primer registro fósil fue hallado en Yokosuka y en el fondo del mar Interior de Seto, Japón. Heinrich Edmund Naumann investigó y reportó a estos fósiles en su obra “Ueber japanische Elephanten der Vorzeit.”(1882). Naumann clasificó al fósil como Elephas namadicus Falconer & Cautley. En 1924, Jiro Makiyama investigó los fósiles que fueron hallados en Hamamatsu, Shizuoka, y reportó que el elefante era una nueva subespecie a la que denominó Elephas namadicus naumannni en “Notes on a fossil elephant from Sahamma, Totomi.”(1924). Tadao Kamei identificó Elephas namadicus naumannni como nombre de especie Palaeoloxodon naumanni de los fósiles hallados en el lago Nojiri. Es llamado alternativamente Elephas naumanni.